# Liste von HBO-Sendungen

Logo des Fernsehsenders HBO

Diese Liste von HBO-Sendungen enthält eine Auswahl aller Sendungen und Serien, die bei HBO in Erstausstrahlung ausgestrahlt werden bzw. wurden.

## Derzeitige Sendungen

### Dramaserien
- seit 2019: Euphoria
- seit 2022: The Gilded Age
- seit 2022: House of the Dragon (Spin-Off  zu 'Game of Thrones')
- seit 2023: The Last of Us
- seit 2024: Dune: Prophecy

### Comedyserien
- seit 2018: Random Acts of Flyness
- seit 2019: The Righteous Gemstones
- seit 2016: Insecure
- seit 2022: Somebody Somewhere
- seit 2022: The Rehearsal

### Anthologien
- seit 2014: True Detective
- seit 2021: The White Lotus

### Sport
- seit 1995: Real Sports with Bryant Gumbel
- seit 2001: Hard Knocks
- seit 2021: 100 Foot Wave

### Reality/Dokumentation
- seit 2023: Navajo Police: Class 57

### Late-Night-Show/Talkshow
- seit 2003: Real Time with Bill Maher
- seit 2014: Last Week Tonight with John Oliver

### Reality
- seit 2020: We’re Here

## Ehemalige Serien

### Dramaserien
- 1983–1986: Philip Marlowe, Private Eye (2 Staffeln)
- 1984–1985: Maximum Security (1 Staffel)
- 1997–2003: Oz – Hölle hinter Gittern (Oz, 6 Staffeln)
- 1999–2007: Die Sopranos (The Sopranos, 6 Staffeln)
- 2001–2005: Six Feet Under – Gestorben wird immer (Six Feet Under, 5 Staffeln)
- 2002–2008: The Wire (5 Staffeln)
- 2003–2005: Carnivàle (2 Staffeln)
- 2003: K Street (1 Staffel)
- 2004–2006: Deadwood (3 Staffeln)
- 2005–2007: Rom (Rome, 2 Staffeln, Co-Produktion mit BBC Two und Rai 2)
- 2006–2011: Big Love (5 Staffeln)
- 2007–2010: Five Days (2 Staffeln, Co-Produktion mit BBC)
- 2007: John from Cincinnati (1 Staffel)
- 2007: Tell Me You Love Me (1 Staffel)
- 2008–2021: In Treatment – Der Therapeut (In Treatment, 4 Staffeln)
- 2008–2014: True Blood (7 Staffeln)
- 2010–2014: Boardwalk Empire (5 Staffeln)
- 2010–2013: Treme (4 Staffeln)
- 2011–2019: Game of Thrones (8 Staffeln)
- 2011–2012: Luck (1 Staffel)
- 2012–2014: The Newsroom (3 Staffeln)
- 2014–2017: The Leftovers (3 Staffeln)
- 2016: Vinyl (1 Staffel)
- 2016–2022: Westworld (4 Staffeln)
- 2017–2019: Big Little Lies (2 Staffeln)
- 2017–2019: The Deuce (3 Staffeln)
- 2018: Here and Now (1 Staffel)
- 2018–2023: Succession (4 Staffeln)
- 2019–2022: Gentleman Jack (2 Staffeln, Co-Produktion mit BBC)
- 2019–2022: His Dark Materials (3 Staffeln, Co-Produktion mit BBC One)
- 2000–2024: Lass es, Larry! (Curb Your Enthusiasm) (12 Staffeln)
- 2020–2023: Perry Mason (2 Staffeln)
- 2020: Lovecraft Country (1 Staffel)
- 2021: The Nevers (1 Staffel)
- 2022–2023: Winning Time: The Rise of the Lakers Dynasty (2 Staffeln)
- 2022: The Time Traveler’s Wife
- 2023: The Idol

### Comedyserien
- 1983–1990: Not Necessarily the News (8 Staffeln)
- 1984–1991: 1st & Ten (6 Staffeln)
- 1989–1990: Encyclopedia Brown (1 Staffel)
- 1989–1995: The Kids in the Hall (6 Staffeln, Co-Produktion mit CBC Television)
- 1990: The Baby-Sitters Club
- 1990–1996: Dream On (6 Staffeln)
- 1992–1994: Hardcore TV (1 Staffel)
- 1992–1998: Die Larry Sanders Show (The Larry Sanders Show, 6 Staffeln)
- 1995–1998: Mr. Show with Bob and David (4 Staffeln)
- 1996–2002: Arliss (7 Staffeln)
- 1996: The High Life (1 Staffel)
- 1996–1999: Tracey Take On… (4 Staffel)
- 1997–2000: Tenacious D (3 Staffeln)
- 1998–2004: Sex and the City (6 Staffeln)
- 2001–2002: The Mind of the Married Man (2 Staffeln)
- 2003–2004: Da Ali G Show (3 Staffeln)
- 2004–2011: Entourage (8 Staffeln)
- 2005, 2014: The Comeback (2 Staffeln)
- 2005–2007: Extras (2 Staffeln, Co-Produktion mit BBC)
- 2005: Unscripted (1 Staffel)
- 2006: Lucky Louie (1 Staffel)
- 2007–2009: Flight of the Conchords (2 Staffeln)
- 2008: Little Britain USA (1 Staffel)
- 2009–2011: Bored to Death (3 Staffeln)
- 2009–2013: Eastbound & Down (4 Staffeln)
- 2009–2011: Hung – Um Längen besser (Hung, 3 Staffeln)
- 2009: Eine Detektivin für Botswana (The No. 1 Ladies’ Detective Agency, 1 Staffel, Co-Produktion mit BBC)
- 2010–2011: Funny or Die Presents (2 Staffeln)
- 2010–2011: How to Make It in America (2 Staffeln)
- 2010: The Neistat Brothers (1 Staffel)
- 2011–2013: Enlightened – Erleuchtung mit Hindernissen (Enlightened, 2 Staffeln)
- 2012: The Boring Life of Jacqueline (1 Staffel)
- 2012–2017: Girls (6 Staffeln)
- 2012–2013: Life’s Too Short (1 Staffel, Co-Produktion mit BBC Two)
- 2012–2019: Veep – Die Vizepräsidentin (Veep, 7 Staffeln)
- 2013: Family Tree (1 Staffel, Co-Produktion mit BBC Two)
- 2013–2015: Getting On – Fiese alte Knochen (Getting On, 3 Staffeln)
- 2013–2014: Hello Ladies (1 Staffel)
- 2014–2016: Looking (2 Staffeln)
- 2014–2019: Silicon Valley
- 2015–2019: Ballers (5 Staffeln)
- 2015: The Brink – Die Welt am Abgrund (The Brink, 1 Staffel)
- 2015–2015: Togetherness (2 Staffeln)
- 2016–2019: Divorce (3 Staffeln)
- 2016–2020: High Maintenance (4 Staffeln)
- 2016–2021: Insecure (5 Staffeln)
- 2016–2017: Vice Principals (2 Staffeln)
- 2017–2019: Crashing (3 Staffeln)
- 2018–2023: Barry (4 Staffeln)
- 2018: Camping (1 Staffel)
- 2018: Sally4Ever (1 Staffel, Co-Produktion mit Sky Atlantic)
- 2019–2022: Los Espookys (2 Staffeln)
- 2019–2023: A Black Lady Sketch Show (4 Staffeln)
- 2020–2022: Avenue 5 (2 Staffeln, Co-Produktion mit Sky UK)
- 2020–2021: Betty (2 Staffeln)
- 2020: Run (12 Staffel)

### Miniserien
- 1979: The Seekers
- 1984: All the Rivers Run (Co-Produktion mit Seven Network)
- 1984: The Far Pavilions
- 1988: Tanner ’88
- 1991: Sessions
- 1993: Laurel Avenue
- 1998: From the Earth to the Moon
- 2000: The Corner
- 2001: Band of Brothers – Wir waren wie Brüder (Band of Brothers)
- 2003: Engel in Amerika (Angels in America)
- 2005: Elizabeth I (Co-Produktion mit Channel 4)
- 2005: Empire Falls – Schicksal einer Stadt (Empire Falls)
- 2006: Tsunami – Die Killerwelle (Tsunami: The Aftermath, Co-Produktion mit BBC)
- 2008: Generation Kill
- 2008: Die Husseins: Im Zentrum der Macht (House of Saddam, Co-Produktion mit BBC)
- 2009: John Adams – Freiheit für Amerika (John Adams)
- 2008: Das Leiden Christi (The Passion)
- 2010: The Pacific
- 2011: Angry Boys (Co-Produktion mit Australian Broadcasting Corporation)
- 2011: Mildred Pierce
- 2013: Ja’mie: Private School Girl (Co-Produktion mit Australian Broadcasting Corporation)
- 2023: Parade’s End – Der letzte Gentleman (Parade’s End, Co-Produktion mit BBC und VRT)
- 2014: Jonah from Tonga (Co-Produktion mit Australian Broadcasting Corporation)
- 2014: Olive Kitteridge
- 2015: Ein plötzlicher Todesfall (The Casual Vacancy, Co-Produktion mit BBC One)
- 2015: Show Me a Hero
- 2016: The Night Of – Die Wahrheit einer Nacht (The Night Of)
- 2017: Gunpowder (Co-Produktion mit BBC One)
- 2017: The Young Pope (Co-Produktion mit Sky Atlantic und Canal+)
- 2018: Mosaic
- 2018: Sharp Objects
- 2019: Catherine the Great (Co-Produktion mit Sky Atlantic)
- 2019: Chernobyl (Co-Produktion mit Sky Atlantic)
- 2019: Mrs. Fletcher
- 2019: Our Boys
- 2019: Watchmen
- 2019: Years and Years (Co-Produktion mit BBC)
- 2020: I Know This Much Is True
- 2020: I May Destroy You (Co-Produktion mit BBC One)
- 2020: The New Pope (Co-Produktion mit Sky Atlantic und Canal+)
- 2020: The Outsider
- 2020: The Plot Against America
- 2020: The Third Day (Co-Produktion mit Sky Atlantic)
- 2020: The Undoing
- 2020: We Are Who We Are (Co-Produktion mit Sky Atlantic)
- 2021: Beartown (Co-Produktion mit HBO Europe)
- 2021: The Investigation – Der Mord an Kim Wall (The Investigation, Co-Produktion mit HBO Europe)
- 2021: Laetitia
- 2021: Landscapers (Co-Produktion mit Sky Atlantic)
- 2021: Mare of Easttown
- 2021: Scenes from a Marriage
- 2022: The Baby (Co-Produktion mit Sky Atlantic)
- 2022: Irma Vep
- 2022: We Own This City
- 2023: White House Plumbers

### Anthologien
- 1983–1987: Der Hitchhiker (The Hitchhiker, 6 Staffeln, Co-Produktion mit First Choice)
- 1985–1986: Bradburys Gruselkabinett (The Ray Bradbury Theater, 6 Staffeln)
- 1989–1996: Geschichten aus der Gruft (Tales from the Crypt, 7 Staffeln)
- 1992–1996: Lifestories: Families in Crisis (2 Staffeln)
- 1993: Hotel Room (1 Staffel)
- 1997: Perversions of Science (1 Staffel)
- 2017–2020: Room 104 (4 Staffeln)
- 2018–2022: Folklore (2 Staffeln, Co-Produktion mit HBO Asia)

### Zeichentrickserien
- 1997: Spicy City (1 Staffel)
- 1997–1999: Todd McFarlane’s Spawn (3 Staffeln)
- 2008–2012: The Life & Times of Tim (3 Staffeln)
- 2010–2012: The Rick Gervais Show (3 Staffeln, Co-Produktion mit Channel 4)
- 2016–2018: Animals. (3 Staffeln)

### Kinderserien
- 1983–1987: Die Fraggles (Fraggle Rock, 5 Staffeln, Co-Produktion mit TVS und CBC)
- 1987–1993: HBO Storybook Musicals (1 Staffel)
- 1987–1989: Seabert (1 Staffel, Co-Produktion mit France 2)
- 1991–1994: The Real Story of… (Co-Produktion mit CTV)
- 1995–2000: 13 auf einen Streich (Happily Ever After: Fairy Tales for Every Child, 3 Staffeln)
- 1995–1999: The Little Lulu Show (3 Staffeln, Co-Produktion mit Family Channel)
- 1995–1996: Die unendliche Geschichte (The Neverending Story, 1 Staffel)
- 1998–2000: Die Abenteuer von Paddington Bär (The Adventures of Paddington Bear, 3 Staffeln)=
- 1998–2001: Landmaus und Stadtmaus auf Reisen (The Country Mouse and the City Mouse Adventures, 2 Staffeln, Co-Produktion mit France 3)
- 1998–2000: A Little Curious (2 Staffeln)
- 1999–2000: Crashbox (2 Staffeln)
- 1999–2001: 30 by 30: Kid Flicks (4 Staffeln)
- 1999: Anthony Ant (1 Staffel, Co-Produktion mit YTV)
- 1999–2000: George and Martha (2 Staffeln, Co-Produktion mit YTV)
- 2000: Der Regenbogenfisch (Rainbow Fish, 1 Staffel, Co-Produktion mit Teletoon)
- 2001–2002: Die unendliche Geschichte – Die Abenteuer gehen weiter (Tales from the Neverending Story, 1 Staffel)
- 2001–2006: Märchen der Welt (Animated Tales of the World, 3 Staffeln,  Co-Produktion mit Channel 4)
- 2001–2002: Harold and the Purple Crayon (1 Staffel)
- 2002–2004: I Spy (2 Staffeln)
- 2002–2003: Stuart Little (1 Staffel)
- 2005–2017: Classical Baby (1 Staffel)
- 2016–2020: Sesamstraße (Sesame Street)
- 2018–2019: Esme & Roy (1 Staffel, Co-Produktion mit Treehouse TV)

### Dokumentationen
- 1979–1980: Time Was…
- 1980–1981: Beautiful, Baby, Beautiful
- 1982: Yesteryear
- 1983–2006: America Undercover
- 1992–2009: Real Sex
- 1994–2008: Autopsy
- 1995–2006: Taxicab Confessions
- 2000: G String Divas
- 2001: Freshman Year
- 2001: Kindergarten
- 2001–2015: Project Greenlight
- 2004–2008: Cathouse: The Series
- 2004: Family Bonds
- 2004: Pornucopia
- 2006: Dane Cook’s Tourgasm
- 2010–2014: Masterclass
- 2012: On Freddie Roach
- 2013–2018: Vice
- 2014: Sonic Highways
- 2015: Der Unglücksbringer: Das Leben und die Tode des Robert Durst (The Jinx: The Life and Deaths of Robert Durst)
- 2017: The Defiant Ones
- 2018–2021: Axios
- 2018–2019: Wyatt Cenac’s Problem Areas
- 2019: The Case Against Adnan Syed
- 2019: On Tour with Asperger’s Are Us
- 2020–2022: The Vow
- 2020: Atlanta’s Missing and Murdered: The Lost Children
- 2020: The Cost of Winning
- 2020–2023: How To with John Wilson
- 2020: I’ll Be Gone in the Dark
- 2020: McMillions
- 2020: Murder on Middle Beach
- 2020: Seeing America With Megan Rapinoe
- 2021: Allen v. Farrow
- 2021: Black and Missing
- 2021: Catch and Kill: The Podcast Tapes
- 2021: Exterminate All the Brutes
- 2021: The Lady and the Dale
- 2021: Level Playing Field
- 2021: NYC Epicenters 9/11→2021½
- 2021: Nuclear Family
- 2021–2023: Painting with John
- 2021: Pray, Obey, Kill
- 2021:Q: Into the Storm
- 2021: Small Town News: KPVM Pahrump
- 2022: The Anarchists
- 2022: Edge of the Earth
- 2022: Mind Over Murder
- 2022: Phoenix Rising
- 2022: Hostages
- 2022: Shaq
- 2022: Unveiled: Surviving La Luz del Mundo
- 2022: Branson
- 2022: Sex Diaries
- 2023: Angel City
- 2023: Burden of Proof
- 2023: Last Call: When a Serial Killer Stalked Queer New York
- 2023: The Golden Boy
- 2023: Telemarketers
- 2023: Savior Complex

### Reality
- 2021–2022: Chillin Island (1 Staffel)

### Variety
- 1974–1976: Martha's Attic
- 1976–1985: On Location
- 1976–1982: Standing Room Only
- 1979–1980: Backstage in Hollywood
- 1981–1986: Video Jukebox
- 1983–1985: Braingames
- 1988–1989: Encyclopedia
- 1989–2005: One Night Stand
- 1992–2008: Def Comedy Jam
- 1994–2002: Dennis Miller Live
- 1997–1999: HBO Comedy Half-Hour
- 1997–2000: The Chris Rock Show
- 1997–2001: Reverb
- 2002–2007: Def Poetry Jam
- 2008: Down and Dirty with Jim Norton
- 2009: Joe Buck Live
- 2016: After the Thrones
- 2016: Any Given Wednesday with Bill Simmons
- 2016–2019: Vice News Tonight
- 2018–2021: The Shop: Uninterrupted
- 2021–2022: PAUSE with Sam Jay
- 2022: The House That Dragons Built

### Sportsendungen
- 1973–2018: HBO World Championship Boxing
- 1975–1999: Wimbledon Tennis
- 1977–2008: Inside the NFL
- 1978–1992: Race for the Pennant
- 1996–2018: Boxing After Dark
- 2000–2001: KO Nation
- 2001–2004: On the Record with Bob Costas
- 2005–2009: Costas Now
- 2021–2022: Back on the Record with Bob Costas
- 2022–2023: Game Theory with Bomani Jones